# Mammillaria surculosa
Mammillaria surculosa Boed., 1931 è una pianta succulenta della famiglia delle Cactaceae, originaria del Messico.

## Descrizione
Ha fusticini quasi globosi alti 3 cm e larghi 2 cm, di colore verde scuro.
Raramente si trova isolata, più spesso forma densi gruppi i cui rami si staccano facilmente.
I tubercoli sono cilindrici arrotondati all'apice.
Le ascelle dei tubercoli sono nude.
Ogni tubercolo porta in cima un'areola provvista di circa 15 spine radiali biancaste inizialmente, lunghe 8-10mm, e una spina centrale lunga fino a 20mm di colore giallo ambra con la punta marrone. Questa spina centrale è uncinata e come avviene per altre Mammillaria con questa caratteristica, la pianta la utilizza per farsi trasportare anche a considerevoli distanze, infatti l'uncino si attacca facilmente alla pelliccia degli animali portandosi dietro un piccolo rametto, quando l'animale se ne libera il rametto può mettere radici.
Il fiore nasce all'ascella dei tubercoli, è imbutiforme, di colore giallo zolfo ed ha un delicato profumo dolce. È largo poco meno di 2 cm.
Il frutto è di colore verde tendente al marroncino ed è pieno di piccoli semi di colore marrone.

## Distribuzione e habitat
M. surculosa è diffusa in natura negli stati messicani di Tamaulipas e San Luis Potosí, ad altitudini comprese tra i 1000 e i 1200 m.

## Conservazione
La IUCN Red List classifica Mammillaria surculosa come specie in pericolo di estinzione (Endangered).